# Criss Oliva
Criss Oliva, né Christopher Michael Oliva le 3 avril 1963 à Pequannock dans le New Jersey et mort le 17 octobre 1993, est un guitariste de heavy metal, fondateur avec son frère Jon Oliva du groupe Savatage. Il meurt dans un accident de la circulation en 1993. Le morceau Alone You Breathe (Criss's Song) de Jon Oliva et Paul O'Neil, sur l'album Handful of Rain (1994), lui est dédié.

## Discographie
- 1983 : Sirens avec Savatage
- 1984 : The Dungeons Are Calling avec Savatage
- 1985 : Power of the Night avec Savatage
- 1986 : Fight for the Rock avec Savatage
- 1987 : Hall of the Mountain King avec Savatage
- 1989 : Gutter Ballet avec Savatage
- 1991 : Streets: A Rock Opera avec Savatage
- 1993 : Edge of Thorns avec Savatage